# Gothards Frīdrihs Stenders
Gothards Frīdrihs Stenders nebo také Ģederts Fridriks Štenders  (Gotthard Friedrich Stender), znám také pod jménem Stenders Starší (27. srpna 1714 – 17. května 1796), byl osvícenský balto-německý luteránský teolog a vynálezce, pastor, zakladatel lotyšské světské literatury a autor lotyšského slovníku (Lettisches Lexikon, 1789).

## Původ
Gothards Frīdrihs Stenders pocházel ze staré rodiny pastorů-luteránů, jehož předek Johans Stenders (1608–1696) přišel do Lotyšska po skončení polsko-švédské války v roce 1633. Johans Stenders byl děkanem, tento post později převzal jeho syn Konrāds Stenders (1650–1711).

## Životopis
Narodil se 27. srpna 1714 v rodině faráře Hermana Konrāda Stenderse. Gothards Frīdrihs získal první vzdělání pod vedením svého otce, faráře, poté pokračoval ve studiu na německé škole, kde se zvláště zajímal o latinu. Mezi lety 1736–1739 studoval teologii, staré jazyky a rétoriku na univerzitě v Jeně a Halle v Německu. Po návratu do Lotyšska pracoval Stenders jako domácí učitel v Lielbērstelē a věnoval se studiu matematiky.
V letech 1744–1752 působil jako farář ve farnosti Linde – Birzgale, v tu dobu se také začal se zajímat o lotyšský jazyk. V roce 1752 jeho dům vyhořel, ve stejném roce také ztratil své blízké v morové epidemii. Mezi lety 1753–1759 působil v luteránském kostele Žeim na hranici s Litvou a Kurzemského vévodství. Zde onemocněl a na základě této skutečnosti se rozhodl opustit farnost. V roce 1759 se Stender podruhé s rodinou vydává na cestu do Německa a v roce 1761 v Braunschweigu vydal „Jauno pilnīgāko latviešu gramatiku“ (Neue vollständigere lettische Grammatik), kterou používal i Herders a později byla doporučovaná i Goethemu.
Až do roku 1763 působil jako učitel v Helmstadtu a jako rektor školy v Königslutter, odtamtud ale poměrně brzy odešel kvůli konfliktu s vedením instituce a odešel do Kodaně, kde působil jako profesor zeměpisu. Zde vyhotovil pro dánského krále glóbus. Dodnes jsou v Kodani uchovány dva Stendersovy glóby. Během této doby byly názory Stendera silně ovlivněny filozofií svobodných zednářů. Do kruhů tohoto uskupení ho uvedl baron Johann Albrecht von Corf .
Roku 1765 se Stenders vrátil do Kurzeme. V letech 1765 a 1766 v Jelgavě a Rize zveřejnil svůj popis pračky, který načrtl. Po zbytek života pracoval jako farář ve farnostech Sunakste a Sērpils, věnoval se vědě a dopisoval si s Petrohradskou akademií věd. Během tohoto období 30 let (1766–1796) sepsal Stenders většinu svých knih. Úzce spolupracoval s Jakobem F. Hincem (1743–1787), majitelem a vydavatelem knihkupectví v Jelgavě a Aizpute, který dříve působil jako učitel v Rīgas Domskola, po roce 1780 působil jako právník a notář. Byl také členem zednářů, vášnivým zastáncem osvícenských myšlenek, mimo jiné tiskl v zahraničí a nelegálně distribuoval lotyšské zpěvníky v Kurzeme.
V roce 1789 byl v Jelgavě vytištěn Stendersův „Slovník lotyšského jazyka“ (Lettisches Lexikon). Ten vyšel ve dvou částech, s přibližně 7 000 slovy přeloženými z lotyštiny do němčiny a s asi 14 000 slovy přeloženými z němčiny do lotyštiny.
Zemřel 17. května 1796.

## Pohledy na Stenderse
Osvícenští představitelé v Německu považovaly etiku a lidskost za nejvyšší hodnoty. Během studií na Univerzitě v Halle K. Wolf (1679–1754), matematik a racionalistický filozof populární v Německu v první polovině 18. století, zdůraznil, že zlo v životě pramení z vady mysli, jedná se o chyby v uvažování. Stenders se nejen během studií, ale i později, seznamoval s Wolfovými názory čtením jeho článků. Wolfův racionalismus a Gottschův normativismus, je patrný ve Stendersově beletrii.
Současní historici píší, že Stenders pozorně sledoval vývoj vědy, stejně jako dával pozor na prvky dialektického myšlení, které vstoupily do jeho nábožensky racionálního pojetí světa. Stenders se obecně považuje za konzervativního myslitele. Stenders psal také v němčině a latině.